# Barbarosa
Barbarosa és una pel·lícula estatunidenca de western dirigida per Fred Schepisi estrenada el 1982, protagonitzada per Willie Nelson i Gary Busey, sobre un jove cowboy que fuig de la llei i que s'ajunta amb un bandit famós i s'assabenta de la seva vida.Un dels millors westerns passats per alt els 20 darrers anys segons LG Writer, i presentat en un episodi de l'espectacle de televisió que Siskel & Ebert dedicaven a descobrir coses dorments dignes, és "un conte de traïció, vendetta, honor, i dignitat". Barbarosa va ser la primera pel·lícula estatunidenca dirigida pel director australià Fred Schepisi.

## Argument
Willie Nelson és Barbarosa, un conegut fora de la llei, el nom del qual és temut i odiat pels residents d'un poble mexicà. Està casat amb Josephina (Isela Vega), però el seu pare, Don Braulio (Gilbert Roland), el menysprea tant que, de fet, ha encarregat els seus fills de matar Barbarosa. Sense immutar-se, Barbarosa s'arrossega al poble de nit per veure la seva muller; de dia ell deixa enrere i és més llest que els seus possibles assassins.
Quan Barbarosa coneix Karl (Gary Busey), un innocent pagès que fuig per un assassinat accidental, decideix ensenyar-li els trucs del seu "negoci".

## Repartiment
- Willie Nelson: Barbarosa
- Gary Busey: Karl Westover
- Gilbert Roland: Don Braulio
- Isela Vega: Josephina
- Danny De La Paz: Eduardo
- Alma Martinez: Juanita